# La Farlède
La Farlède ist eine französische Gemeinde mit 9745 Einwohnern (Stand 1. Januar 2022) im Département Var in der Region Provence-Alpes-Côte d’Azur. Sie gehört zum Kanton Solliès-Pont im Arrondissement Toulon.

## Geographie
La Farlède liegt etwa 15 Kilometer von Toulon am Fuß des Mont Coudon und des Baux-Rouges, am Rand des breiten und fruchtbaren Gapeautales.

## Geschichte
La Farlède war früher Teil der Gemeinde Solliès, die 1799 in die Gemeinden Solliès-Ville, Solliès-Pont, Solliès-Toucas und Solliès-Farlède aufgeteilt wurde.

## Sehenswürdigkeiten
Die Kirche Notre-Dame wurde zwischen 1751 und 1755 im romanischen Stil errichtet. Die Außenwände bestehen aus Steinquadern, das Hauptportal ist zweiflügelig aus Eichenholz, das ursprünglich für die Basilika in St Maximin vorgesehen war. In der Kirche befindet sich ein Altaraufsatz aus dem Jahr 1755. 24 Jahre nach ihrer Fertigstellung wurde die Kirche 1779 zur Pfarrkirche einer eigenständigen Pfarrei. Der erste Pfarrer war der Priester, Freimaurer und spätere konstitutionelle Bischof des Départements Var in Fréjus Jean-Joseph Rigouard (1735–1800).